# الحمار في الجزائر

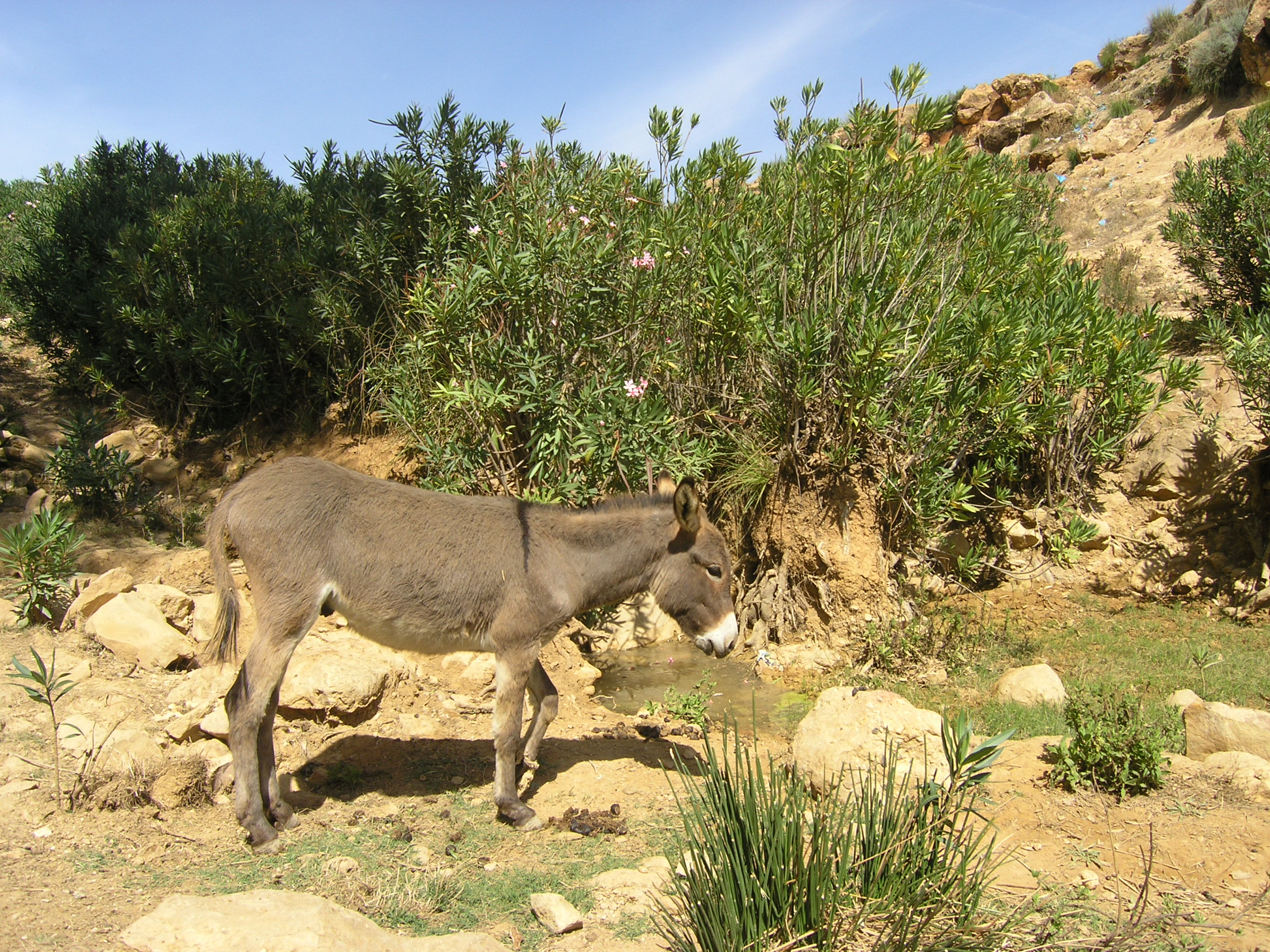
حمار بولاية معسكر.

الحمار في الجزائر هو رفيق عمل، موجود في كل مكان في البلاد، وخاصة في المناطق الريفية، ويُقدَّر بشكل خاص في الأماكن التي لا تستطيع المركبات الآلية الوصول إليها مثل جبال القبائل عند الأمازيغ، أو في الجنوب عند الطوارق في الصحراء الكبرى. لا يزال يُستخدم في قصبة الجزائر لجمع القمامة منذ القرن السادس عشر. ومنذ عام 2010، يدور جدل اجتماعي حول استهلاك وتجارة لحوم الحمير.

## التاريخ
كان الحمار دائمًا جزءًا من المشهد الريفي في شمال إفريقيا؛ ومع ذلك، فإن النوع المستأنس ليس أصليًا في هذه المنطقة، حيث أن أصوله تعود إلى الحمار البري الإفريقي الذي نشأ في شرق إفريقيا. تشهد النقوش الصخرية الموجودة في جبال الأطلس وطاسيلي ناجر، على وجوده المبكر في هذه المناطق. يصف هنري لوت تربية الحمير من قبل الطوارق في هقار: يعيش معظمها في حرية تامة، ولا تأخذ أو تدرب إلا عند الحاجة، انخفض عدد الحمير بشكل طفيف بين عامي 1966 و1996، حيث انخفض من تقدير حوالي 275,000 إلى حوالي 230,000 فرد.
في عام 2003، فككت عملية تهريب كبيرة للحوم الحمير في الجزائر: كانت هذه اللحوم مخصصة نظريًا لإطعام الحيوانات آكلة اللحوم، لكنها كانت تُفرم وتُخلط بلحم البقر لكي تباع في سوق الجزائرية، وعملية تهريب أخرى في أغسطس 2011 في ولاية تبسة: كانت هذه اللحوم موجهة إلى ليبيا التي كانت تعاني من نقص في الغذاء. وفي أبريل 2017، كشفت الحكومة الجزائرية عن مسلخ سري بالقرب من سكيكدة بعد قتل 7 حمير؛ وبالقرب من قسنطينة، في مايو 2018، وجد مسلخ سري آخر وأغلق على أثرها.
في 29 يناير 2019، سمحت وزارة التجارة الجزائرية باستيراد لحوم الحمير (وكذلك لحوم الخيول)؛ أثارت هذه الخطوة جدلاً واسعًا لأن استهلاك هذه اللحوم محظور تقليديًا في الجزائر. بررت الحكومة هذا القرار بناءً على طلب حدائق الحيوان والمطاعم الآسيوية. وفي فبراير 2019، أعلن الاتحاد الوطني للزوايا عبر قناة نوميديا تي في أن استهلاك لحم الحمار قانوني.

## التربية
معظم الحمير في منطقة آير تأتي من الهقار: يستوردها بدو الطوارق بانتظام لنقل الدخن من كل آير.

## الثقافة
الحمار حاضر بقوة في المعتقدات والعادات الأمازيغية، خاصةً في دوره كمزود للخصوبة. ولا تُعتبر لحومها تقليديًا صالحة للأكل، في حين تُعتبر لحوم الماعز أو الأغنام قابلة للاستهلاك البشري.